# Faraos dotter (Salomos hustru)
Faraos dotter var en kvinna i Gamla Testamentet, gift med kung Salomo. 
Enligt legenden ingick Salomo ett diplomatiskt äktenskap med en dotter till farao som en allians mellan Egypten och Israel. Hon anklagas för att ha varit en av Salomos utländska hustrur som inspirerade honom att avvika från den judiska tron. Hon spelade en roll i att rekommendera Jeroboam till positionen som kung i Israel. 
Historien om Faraos dotter anses inte vara baserad på en verklig person. I Fornegypten förekom det aldrig att en egyptisk prinsessa gifte sig med en utländsk härskare; även om Egyptens faraoner ibland gifte sig med utländska prinsessor, beskrev faraonerna själva att det gick emot all egyptisk sed att använda en egyptisk prinsessa på samma sätt, och det finns inget exempel på ett sådant fall i verkligheten.